# Geleenbeekdal (dal)

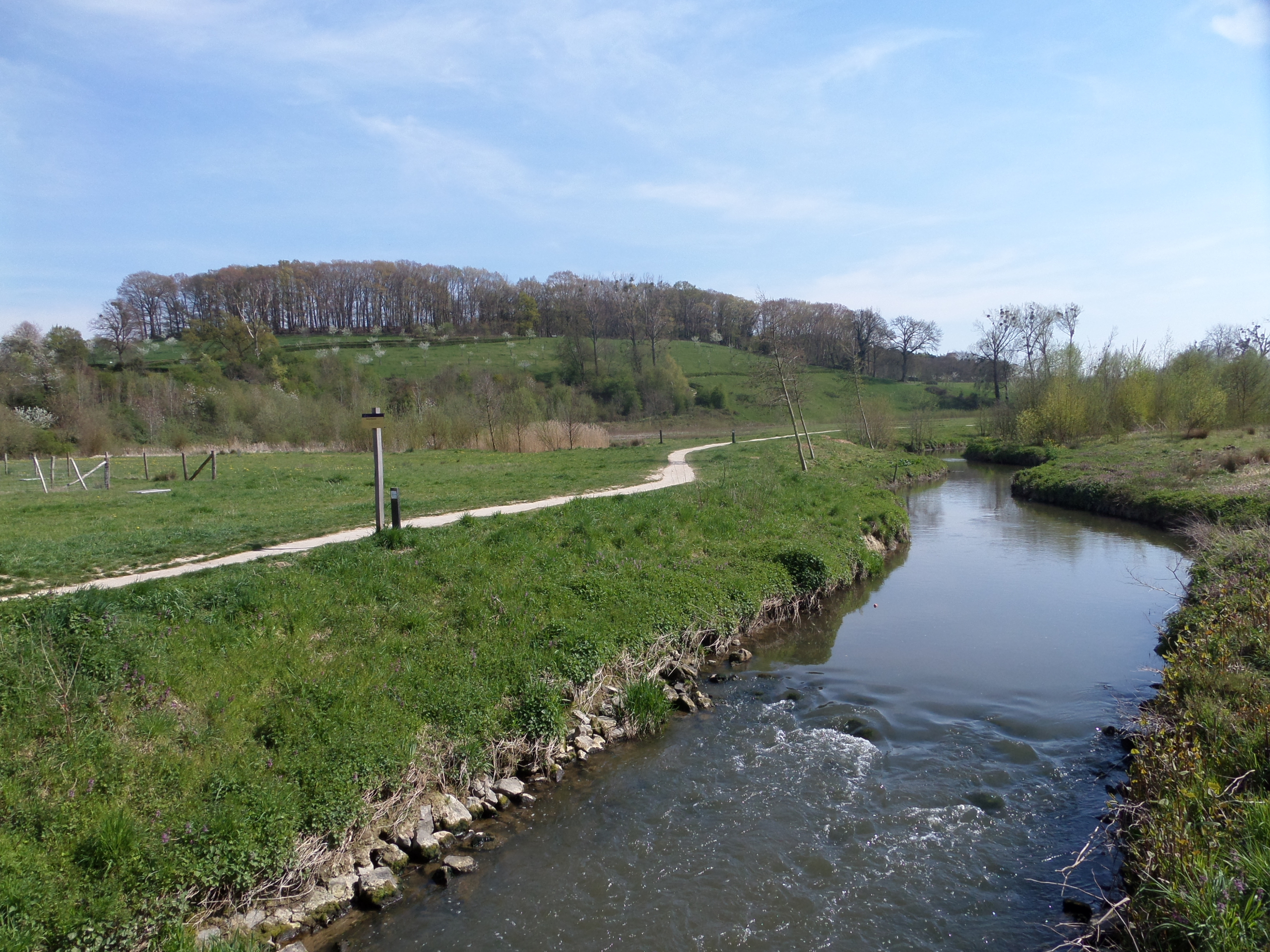
Het Geleenbeekdal bij Sweikhuizen

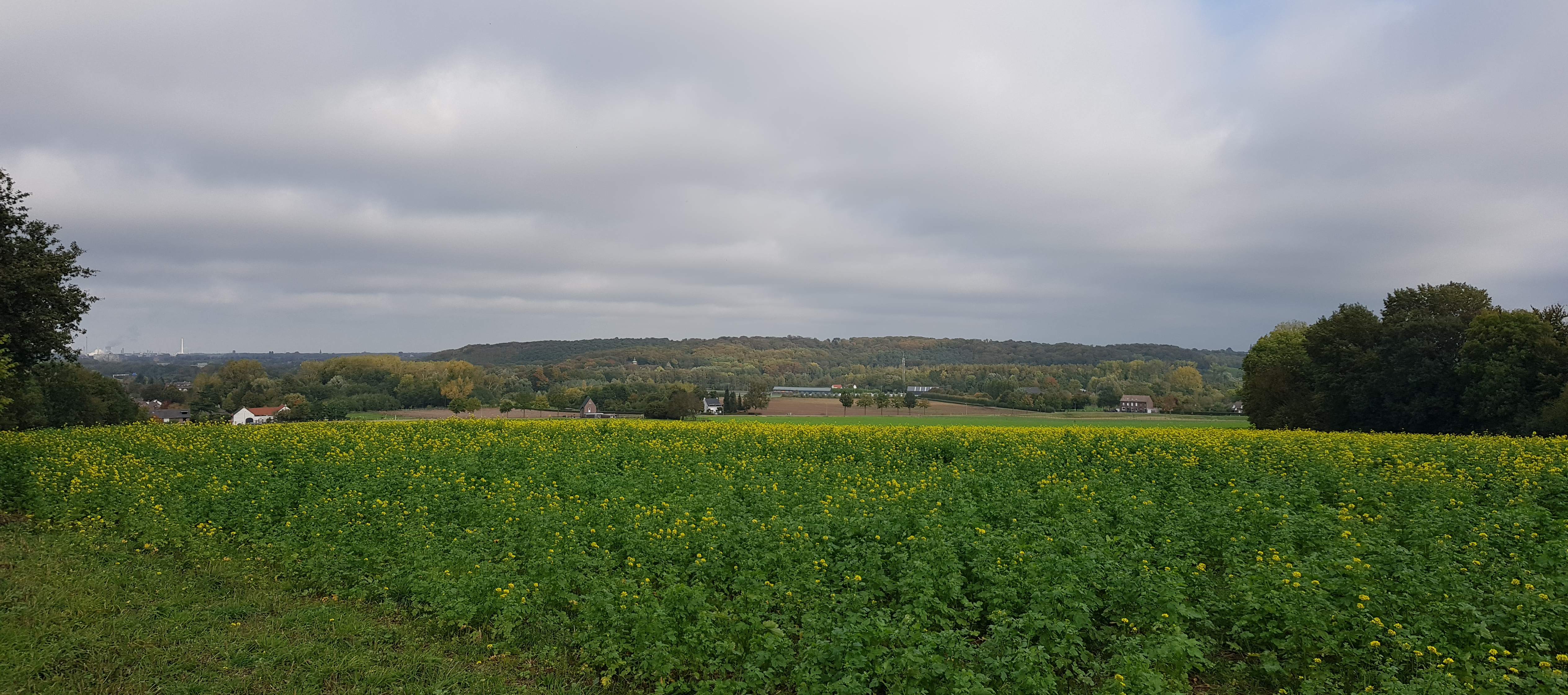
Zicht op het Geleenbeekdal van nabij Spaubeek

Het Geleenbeekdal is een dal in het Heuvelland van Zuid-Limburg in de Nederlandse gemeentes Heerlen, Voerendaal, Beekdaelen, Beek en Sittard-Geleen. Het dal vormt het stroomgebied van de Geleenbeek en haar zijrivieren.

## Geografie
Het dal heeft een lengte van ruim 20 kilometer en strekt zich uit van het stroomopwaarts gelegen Benzenrade in het zuidoosten naar het stroomafwaarts gelegen Sittard in het noordwesten. Aan de noordkant van Sittard gaat het dal over in de laagte van Midden-Limburg. Tussen Heerlen en Nuth is het dal onderdeel van het Bekken van Heerlen. In het noordoosten wordt het dal begrensd door het Plateau van Doenrade, waarin het Kakkertdal en de Watersleijergrub insnijden. In het zuidwesten wordt het dal begrensd door het Plateau van Ubachsberg (inclusief Kunderberg, het Centraal Plateau en het Plateau van Graetheide,  wat overeenkomt met het verloop van de Benzenraderbreuk.
Op de hellingen van het dal liggen enkele bossen, waaronder het Imstenraderbos en het Stammenderbos, en natuurgebieden, waaronder het Geleenbeekdal en de Kunderberg.

## Plaatsen in het dal
In het dal liggen van zuidoost naar noordwest de plaatsen:
- Benzenrade
- Welten
- Kunrade
- Voerendaal
- Terworm
- Ten Esschen
- Retersbeek
- Weustenrade
- Brommelen
- Swier
- Laar
- Wijnandsrade
- Hellebroek
- Reuken
- Terschuren
- Nuth

- Schurenberg
- Kamp
- Kathagen
- Vaesrade
- Thull
- Schinnen
- Nagelbeek
- Heisterbrug
- Hegge
- Oude Kerk
- Spaubeek
- Sweikhuizen
- Daniken
- Geleen
- Munstergeleen
- Sittard

## Geologie
Het gebied van het dal wordt door meerdere breuken doorkruist, waaronder de Feldbissbreuk, de Geleenbreuk, de Heerlerheidebreuk en de Benzenraderbreuk.